# Commercy
Commercy is een stad in het Franse departement Meuse (regio Grand Est). De gemeente telde 5.332 inwoners op 1 januari 2022. De plaats is de onderprefectuur van het arrondissement Commercy.
De gemeente is bekend door de madeleine, de cake die hier zou zijn ontstaan, en door haar kasteel. Commercy was in de 18e eeuw gedurende enkele decennia een onafhankelijk vorstendom.

## Geschiedenis
Het kasteel en de heerlijkheid Commercy behoorden in de 17e eeuw toe aan bekende figuren als Jean-François Paul de Gondi, kardinaal de Retz, en Élisabeth Thérèse van Lotharingen. In 1708 maakte hertog Leopold I van Lotharingen onder druk van koning Lodewijk XIV van Frankrijk van de heerlijkheid Commercy een vorstendom. De prins van Commercy werd Leopolds neef Karel Hendrik van Lotharingen. Hij liet een nieuw kasteel bouwen en door de aanwezigheid van zijn hofhouding kende het stadje een bloeiperiode.
De madeleine zou in de 18e eeuw in Commercy zijn ontstaan en in de 19e eeuw kwam er productie in verschillende ateliers. In 1852 werd het station van Commercy geopend op de spoorlijn Parijs–Straatsburg. Tot halfweg de 20e eeuw ventten vrouwen vanaf het perron hun madeleines aan de treinreizigers.
In 1800 werd Commercy een onderprefectuur van het departement Meuse. Maar de rechtbank van het arrondissement Commercy werd wel gevestigd in Saint-Mihiel, dat ook aanspraak had gemaakt om onderprefectuur te worden.

## Geografie
De oppervlakte van Commercy bedroeg op 1 januari 2022 35,37 vierkante kilometer; de bevolkingsdichtheid was toen 150,7 inwoners per km².
Het centrum van de gemeente ligt in de vallei van de Maas. Twee kleine waterlopen monden er uit in de Maas en zijn deels gekanaliseerd, de Rupt de Breuil en de Ruisseau des Roises.
De onderstaande kaart toont de ligging van Commercy met de belangrijkste infrastructuur en aangrenzende gemeenten.

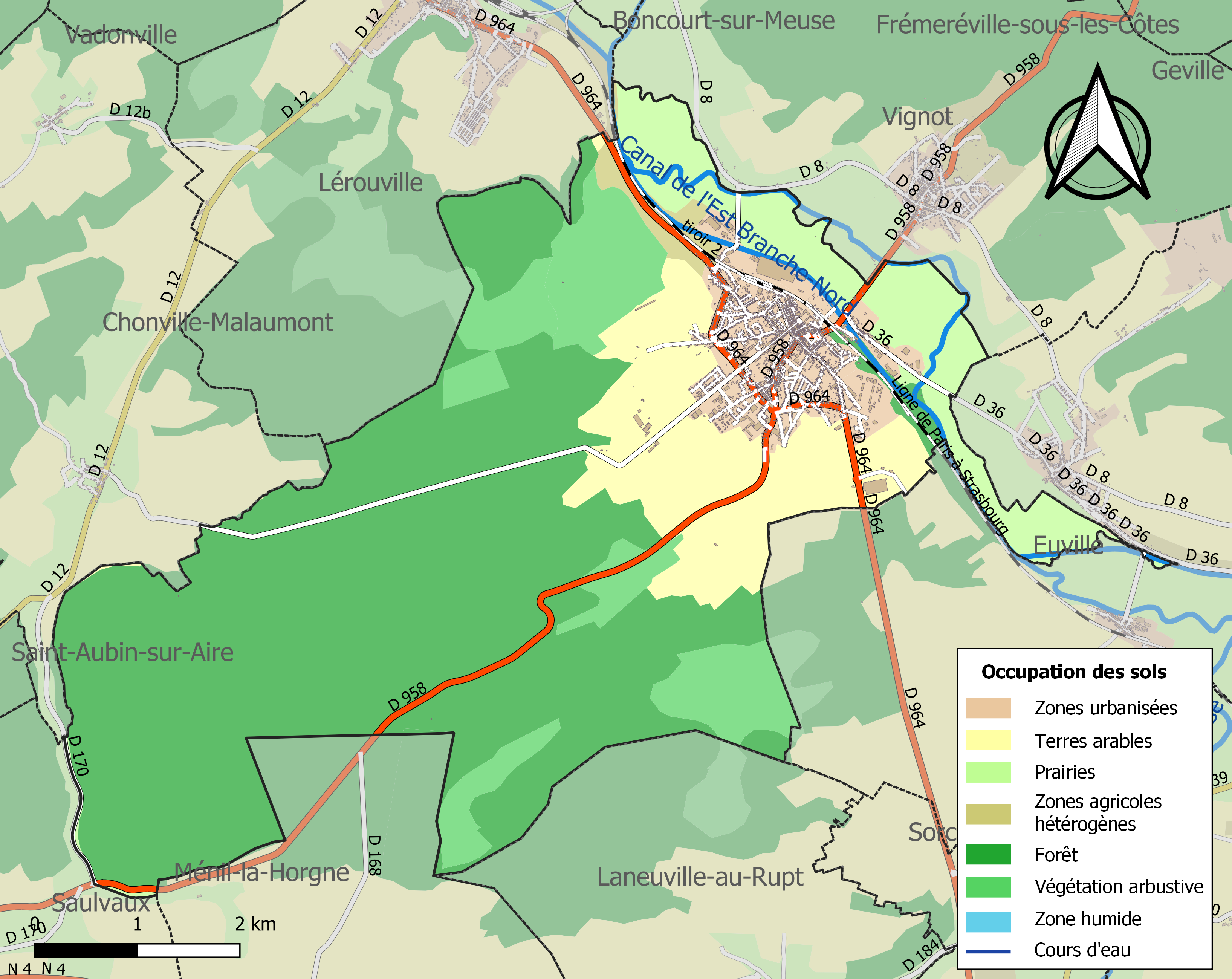

## Demografie
Onderstaande figuur toont het verloop van het inwonertal (bron: INSEE-tellingen).

## Bezienswaardigheden

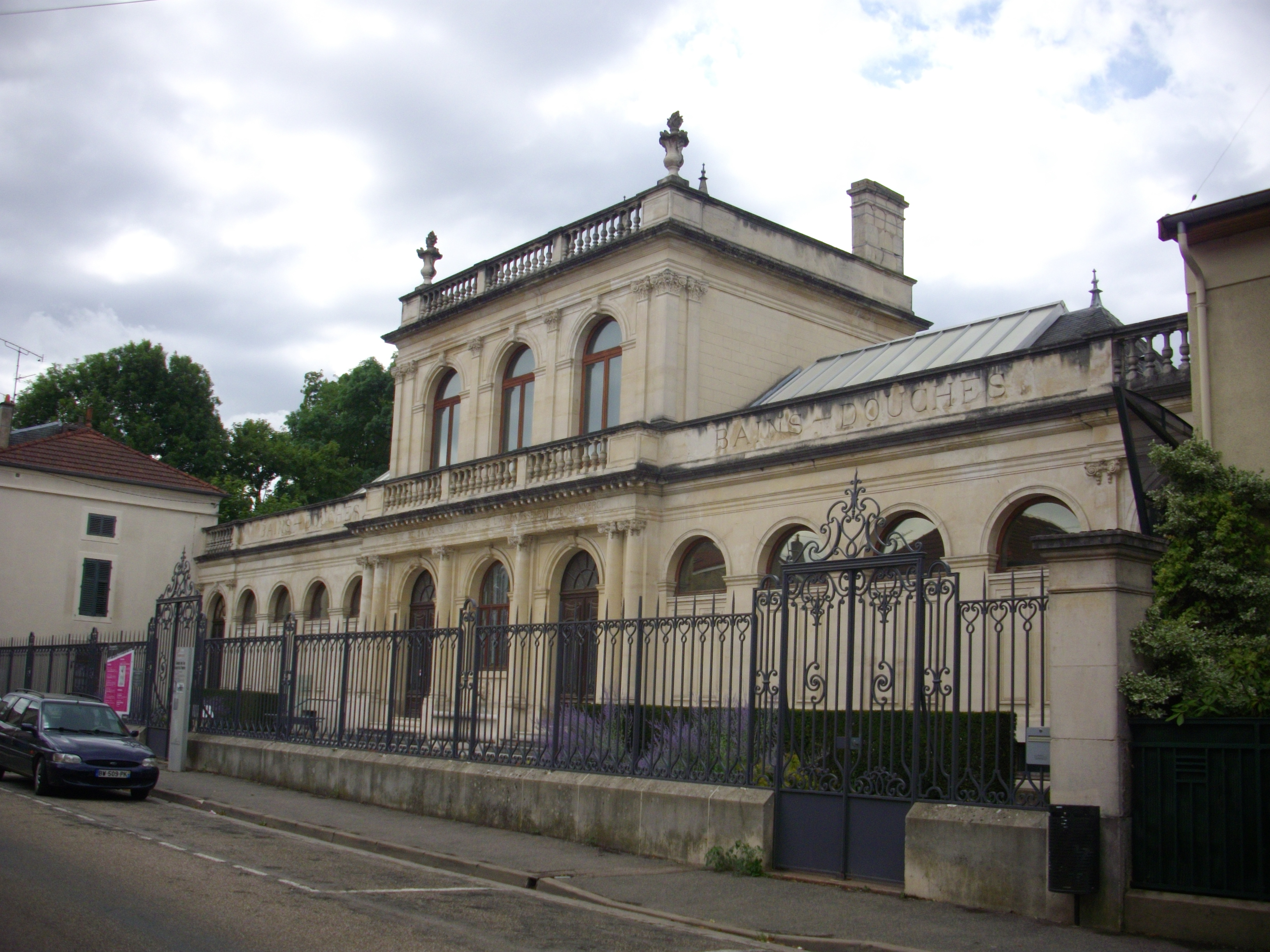
Musée de la Céramique et de l'Ivoire

Het 18e-eeuwse Château Stanislas werd genoemd naar hertog Stanislaus Leszczyński, maar werd  gebouwd door Karel Hendrik van Lotharingen.
Het Musée de la Céramique et de l'Ivoire heeft een collectie ivoren voorwerpen uit de 17e tot de 19e eeuw en ook faience en porselein uit de 18e en 19e eeuw. Het museum is gevestigd in een voormalig badhuis gebouwd in art-decostijl.

## Geboren in Commercy
- Maurice Cloche (1907-1990), filmregisseur, scenarist, producent en fotograaf